# Тюльпан Клузиуса
Тюльпан Клузиуса  (лат. Tulipa clusiana) — вид растений из рода Тюльпан семейства Лилейные. Распространён в горных районах Ирана, в Северо-Западной Индии и по берегам Средиземного моря.

## Описание

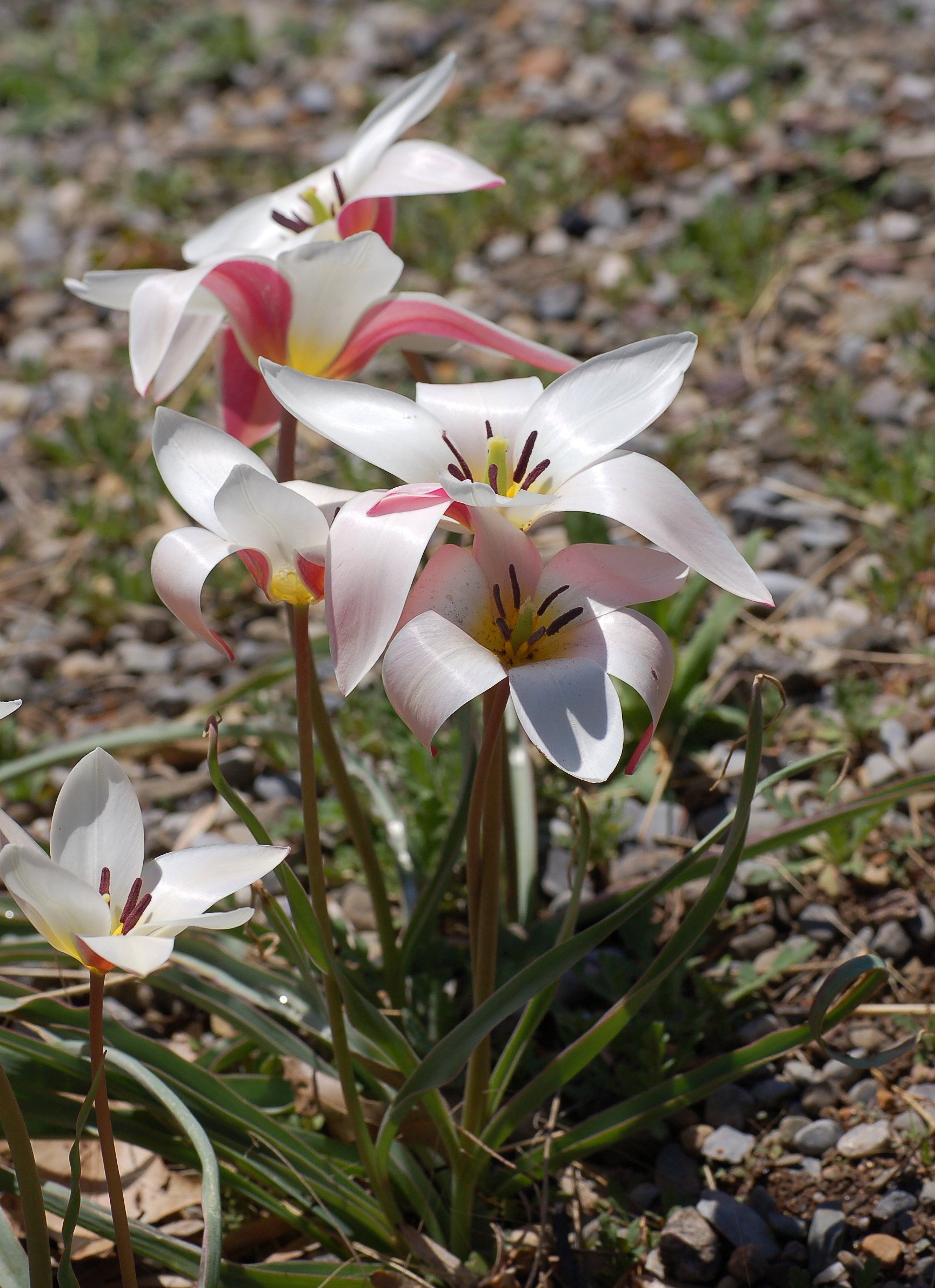
Tulipa clusiana